# Pointe-Lebel
Pointe-Lebel är en bykommun (municipalité de village) i provinsen Québec i Kanada. Den ligger i regionen Côte-Nord, i den östra delen av landet, 700 km nordost om huvudstaden Ottawa.